# Eugène d'Astorg
Pour les articles homonymes, voir Astorg.
Alexandre-Eugène-Louis-François-Saturnin de Barbasan, comte d'Astorg (5 janvier 1787 à Paris - 29 avril 1852 à Paris), est un militaire et personnalité politique français du XIXe siècle.

## Biographie
Astorg entra en 1803 à l'École militaire de Fontainebleau qui venait de se former, et fut nommé l'année suivante sous-lieutenant au 2e régiment de chasseurs à cheval (camp de Boulogne).

### Guerres napoléoniennes
Appelé avec ce régiment à faire partie du 3e corps de la Grande Armée, il fit les campagnes d'Austerlitz, d'Iéna, de Pologne (1807), fut blessé à Auerstaedt, se distingua aux batailles d'Eylau, d'Heilsberg, de Friedland.
La bataille d'Eylau lui valut le grade de lieutenant au 16e chasseurs et, après la paix de Tilsit, il passa en Espagne, au 2e corps de l'armée d'observation, comme aide de camp du général Dupont.
Après la capitulation de Baylen, il passa quelque temps sur les pontons de Cadix, puis il fit en 1809 la campagne de Wagram, avec le général Beaumont.
Il retourna ensuite en Espagne (1810-1812), en qualité d'aide de camp du duc d'Istrie, fut promu capitaine, puis chef d'escadrons au 5e hussards (avril 1813) puis au 3e régiment des Gardes d'Honneur (novembre 1813) et devint colonel du 7e cuirassiers, après s'être signalé sur les bords de Rhin (campagne de Saxe (1813)).
Il fut placé dans les gardes d'honneur après la bataille de Brienne.
Napoléon Ier l'avait fait officier de la Légion d'honneur.

### Restauration française
Après le retour des Bourbon, il accepta d'entrer comme officier supérieur dans les gardes du corps (compagnie de Grammont) ; il fut même aide de camp du duc de Berry, et le suivit à Gand pendant les Cent-Jours. À la mort de ce prince, passé gentilhomme du duc de Bordeaux (1820), Louis XVIII donna au comte d'Astorg le commandement du 6e régiment de hussards, à la tête duquel il fit, sous les ordres du maréchal Moncey la campagne d'Espagne (1823) ; elle lui valut le grade de maréchal de camp (1828).
En 1828, il commanda à Lunéville une brigade de carabiniers.

### Monarchie de Juillet
Comme il n'avait pas manifesté de sentiments hostiles au gouvernement de Juillet, il fut, en 1834, investi de l'administration militaire du département d'Eure-et-Loir, en 1840 du commandement de la brigade de Fontainebleau, et fut, le 9 avril 1843, chargé, avec le grade de lieutenant-général, d'une inspection générale de cavalerie.
Son oncle (en fait son beau-père), le comte de Puy, étant mort, il avait été appelé, le 13 mai 1834, par droit héréditaire, à siéger à sa place à la chambre des pairs. Jusqu'en 1848, il conserva le siège qu'il occupait à la droite de la Chambre haute, intervint plusieurs fois dans les grands discussions politiques de l'époque, et vota toujours avec les conservateurs les plus décidés.
Le décret du 17 avril 1848 le mit à la retraite ; mais il fut rappelé à l'activité par le décret de l'Assemblée législative du 11 août 1849.
Il mourut à Paris le 29 avril 1852.

## Distinctions
- Légion d'honneur :
  - Officier sous le Premier Empire[3], puis,
  - Grand officier de la Légion d'honneur ;
- Chevalier de l'ordre royal et militaire de Saint-Louis[4] (vers 1814-1815).

## Armoiries
| Figure | Blasonnement |
|        | Armes primitives de la maison d'Astorg, marquis de Roquépine, comtes de Barbasan D'or, à l'aigle de sable., Couronne de marquis Supports : Deux lions d'or. Devise : « Nihil me payet ». |

## Vie familiale
Alexandre-Eugène-Louis-François-Saturnin était le fils cadet de Jacques-Marie, comte d'Astorg (1752-1822), lieutenant-général des armées du roi (1815), et de Marie-Thérèse (1763-1828), fille de Marie Jérôme Eon de Cély ( ✝ après 1814), maréchal des camps et armées du roi, inspecteur général de l'infanterie. Il avait un frère aîné, Adrien d'Astorg (1783-1849), également lieutenant-général.
- Eugène épousa, le 15 mars 1819, Juliette-Thaïs Dupuy (1797-1834), fille d'André Julien, comte Dupuy (1753-1832), membre de la Chambre des pairs, dont il eut :
  - Charles Ferdinand Jacques (27 décembre 1819 - Paris ✝ 1883 - Pau), ambassadeur de France à Darmstadt, chevalier de la Légion d'honneur[8], marié le 10 décembre 1853 à Stuttgart (royaume de Wurtemberg), avec Pauline de Fleischmann (1829-1913)[9], dont
    - Louis François Charles (17 août 1854 - Stuttgart ✝ 25 décembre 1937 - Paris), comte d'Astorg, colonel breveté d'artillerie, commandeur de la Légion d'honneur (30 décembre 1917)[10], marié, le 5 août 1879 à Paris, avec Geneviève de Lestrade (1856-1939), dont :
      - Marie (née en 1880) ;
      - une fille ;
      - Blanche (née en 1883), mariée avec Marcel Lefebvre (1879-1949), maire de Parçay-Meslay (Indre-et-Loire), dont postérité ;
      - Thérèse (1884-1908), mariée en 1905 avec le baron Jean Cochin (1878-1962), capitaine de vaisseau, fils de Denys Cochin dont un fils : Augustin (1907-1934) ;
      - Solange (née en 1888), mariée avec Jean de Béjarry (né en 1887) ;
      - René. Saint-Cyrien. Marié, dont :
        - Postérité ;

      - Joseph (1895-1944), Saint-Cyrien, marié avec Marguerite Gibert (1895-1977), dont :
        - Bernard (1921-2014), comte d'Astorg, marié, dont :
          - Louis d'Astorg,
          - le docteur d'Astorg,
          - Hélène d'Astorg,
          - Pierre d'Astorg,
          - Jean d'Astorg,
          - Guillaume d'Astorg ;

        - Philippe
        - au moins un autre enfant ;

      - Jehanne (30 octobre 1897 ✝ 26 juin 1937 - Paris), mariée, le 16 juillet 1921 à Paris, avec Xavier de Faubournet de Montferrand (né en 1898), dont postérité ;

    - René (1860-1940), comte d'Astorg, marié avec Ernestine Deloume (fille d'Antonin Deloume), dont :
      - Postérité ;

  - Henry (1821-1822) ;
  - Fernand (1825-1839) ;
  - Louis (1830 ✝ 24 janvier 1852 - Pise) ;
  - Blanche (1831-1876) ;
  - Juliette (1833-1903) ;
  - Isabelle (1834-1834).

- Veuf, Eugène épousa, en 1838, Eugénie Pradeau (née en 1802), dont il eut :
  - Hélène ;
  - Jeanne Marie Pauline Blanche Eugénie (née le 17 mars 1842 - Paris), mariée, le 30 août 1877 à Paris, avec Maurice Louet de Terrouenne (né en 1838), dont postérité.

La maison d'Astorg compte parmi les familles subsistantes de la noblesse française.